# Valentin Sjöstedt
Adolf Valentin Sjöstedt, född 8 juni 1833 i Skara stadsförsamling, Skaraborgs län, död 14 maj 1908 i Solna församling, Stockholms län, var en svensk militär och trafikdirektör. 

## Biografi
Sjöstedt avlade lantmäterielevsexamen 1846, blev student vid Lunds universitet 1851 och avlade examen till Högre artilleriläroverket på Marieberg 1859. Han var extra ordinarie tjänsteman vid Postverket 1851–1856 och därunder tidvis tillförordnad postinspektor i Skaraborgs län, ingenjör vid Statens järnvägsbyggnader 1856–1863, underlöjtnant vid Skaraborgs regemente 1857, blev löjtnant i armén 1863, stationsinspektor i Lund 1864 och i Malmö 1868, kapten i armén 1874, var trafikdirektörsassistent vid första trafikdistriktet 1872–1876, trafikdirektör vid tredje trafikdistriktet 1876–1877 och vid första distriktet 1877–1892 samt erhöll majors namn, heder och värdighet 1902 och avsked ur armén samma år. Sjöstedt är begravd på Solna kyrkogård.